# Nino (historieta)
Nino (Nino) es una serie belga de historieta con guion de Hec Leemans (1950-) y dibujos de Dirk Stallaert (1955-).
Trata de Nino, un niño huérfano de los años treinta. En la primera historieta se escapa del orfanato y va como polizón a los Estados Unidos.
Las dos primeras historietas se publicaron primero por entregas en la revista Tintín, en 1990 y en 1992. 

## Álbumes
Fueron publicados tres álbumes, los tres por la editorial Le Lombard; además de Bélgica, se publicaron en Francia, en Portugal y en Turquía.
1. El viaje a América (De reis naar Amerika, 1990)
2. La princesa de Manhattan (De prinses van Manhattan, 1992)
3. El gran dragón (De grote draak, 1995, en álbum)